# Phthiridium annandalei
Phthiridium annandalei är en tvåvingeart som först beskrevs av Scott 1925.  Phthiridium annandalei ingår i släktet Phthiridium och familjen lusflugor. Inga underarter finns listade i Catalogue of Life.